# Kuraoali
Kuraoali es un pueblo y nagar Panchayat situado en el distrito de Mainpuri en el estado de Uttar Pradesh (India). Su población es de 24969 habitantes (2011). 

## Demografía
Según el censo de 2011 la población de Kuraoali era de 24969 habitantes, de los cuales 13108 eran hombres y 11861 eran mujeres. Kuraoali tiene una tasa media de alfabetización del 73,36%, superior a la media estatal del 67,68%: la alfabetización masculina es del 79,25%, y la alfabetización femenina del 66,88%.